# Urechești (Bacău)
Pour les articles homonymes, voir Urechești.
Urechești est une commune roumaine située dans le județ de Bacău.